# Milan Valach
PhDr. Milan Valach, Ph.D., (19. ledna 1956 Brno – 18. května 2013 tamtéž) byl český filozof, etik a pedagog. Působil na Pedagogické fakultě Masarykovy univerzity v Brně, kde přednášel filozofii, etiku a jejich dějiny.
Milan Valach byl výrazným představitelem české interpretace přímé demokracie a zaměstnaneckého vlastnictví, jejich zastáncem a propagátorem. Ve svých názorech vycházel z kritiky současného neoliberálního kapitalismu a jeho projevů zejména v České republice. Zabýval se také teorií a dějinami totalitních systémů, marxismem, problematikou ekologické krize a rozpory kapitalistického systému.
Počátkem roku 2001 založil Hnutí za přímou demokracii (HzPD), společně s Jiřím Polákem (Lunds Universitet, Lund, Švédsko) a skupinou přátel, scházející se v brněnské kavárně Slavia. Milan Valach je pohřben v hrobě č. 93 na hřbitově v Brně-Líšni. Nachází se poblíž jihovýchodního rohu areálu hřbitova, ve skupině označené cedulí "urnový háj 2".

## Dílo
- Svět na předělu – studie o krizi současné společnosti, Brno, Hnutí DUHA – Přátelé Země ČR, 1999
- Marxova filozofie dějin, Brno, L. Marek, 2005
- Češi v neklidné době, Brno, L. Marek, 2006
- Svět na předělu – o politické a morální krizi kapitalismu, Všeň, Grimmus, 2009
- spoluautor publikace Přímá demokracie pro Českou republiku
- spolueditor publikace Totalitarismus ve 20. století – československé zkušenosti, editoři Radovan Rybář, Milan Valach, Brno, Masarykova univerzita, 2001